# یواس‌اس او-۷ (اس‌اس-۶۸)
یواس‌اس او-۷ (اس‌اس-۶۸) (به انگلیسی: USS O-7 (SS-68)) یک زیردریایی بود که طول آن ۱۷۲ فوت ۴ اینچ (۵۲٫۵۳ متر) بود. این زیردریایی در سال ۱۹۱۷ ساخته شد.